# Johann Otto Damm
Johann Otto Damm (* 6. Juli 1765 in Dresden; † 5. Juni 1837 in Berlin) war königlich preußischer Generalmajor und zuletzt bei der 3. Ingenieurinspektion. Er war 1813 Direktor ad Interim der kursächsischen Ingenieurakademie in Dresden.

## Leben

### Herkunft
Seine Eltern waren Johann Christoph Damm – Mundschenk beim Herzog Karl von Kurland – und dessen Ehefrau Juliane Dorothea Schulz.

### Militärlaufbahn
Er ging 1781 als Eleve an die kursächsische Ingenieurakademie in Dresden. Von dort kam er 1785 als Unteroffizier in das kursächsische Ingenieurkorps. Am 21. Januar 1791 wurde er zum Souslieutenant befördert und am 26. Juli 1797 Premier-Lieutenant. Von 1803 bis 1809 kam er als Lehrer der Mathematik und Kriegswissenschaften an die sächsischen Ingenieurakademie in Dresden. In der Zeit wurde er am 21. Januar 1807 zum Hauptmann befördert.
Während Napoleons Russlandfeldzug 1812 stand er beim Armeekorps des französischen Generals Graf Reynier. Er kämpfte in der Schlacht bei Podobna sowie in den Gefechten bei Lubisch, Turisk, Kliniki, Biala, Rudnia und Kalisch. Am 3. Dezember 1812 wurde er zum Major befördert, 1813 kam er dann als Direktor ad Interim zurück zur Ingenieurakademie in Dresden. 1814 nahm er dann aber seinen Abschied aus königlich sächsischen Diensten.
Er ging in preußische Dienste und wurde am 22. Juni 1815 als Major mit Patent zum 3. Dezember 1812 in das Ingenieurkorps aggregiert. Bereits am 11. Oktober 1815 wurde er zum Oberstleutnant befördert. An 20. April 1816 wurde er in die 2. Ingenieur-Brigade versetzt und kam als Ingenieur-Offizier nach Glogau. Dort wurde er am 30. März 1819 zum Oberst mit Patent zum 21. April 1819 befördert. Am 12. April 1823 wurde er noch zum 3. Ingenieurinspektion versetzt, bevor er am 30. März 1827 seinen Abschied als Generalmajor mit gesetzlicher Pension nahm. Am 5. Juni 1837 starb er in Berlin und wurde am 9. Juni 1837 auf dem Garnisonsfriedhof in der Hasenheide beerdigt.
In seiner Beurteilung aus dem Jahr 1821 durch den General von Rauch heißt es: Ein redlicher, solider, theoretisch wissenschaftlich gebildeter Mann, dem es jedoch an praktischen Erfahrungen im Festungsbau und an hinreichenden Kenntnis des Geistes fehlt, in welchem der preußische Dienst betrieben werden muß. Kleinlich, pedantisch und in hohem Grade ängstlich, fehlt es ihm mitunter auch am richtigen Benehmen gegen Vorgesetzte und Untergebene. Zum Handeln muß er öfter angereitzt werden, und wenn derselbe gleich im Kriege gegen Rußland im Jahr 1812 bei den Sachsen gut gedient haben soll, so möchte ich dennoch daran zweifeln, daß er bei seinem Alter für den Felddienst noch brauchbar sein sollte. Ich halte ihn daher auch nicht zur höheren Beförderung für den Felddienst noch brauchbar sein sollte. Ich halte ihn daher auch nicht zur höheren Beförderung, wohl aber für das Lehrfach geeignet.

### Familie
Er heiratete am 21. April 1793 in Pillnitz Maria Wilhelmine Heindel (* 4. Mai 1776; † 5. November 1841), eine Tochter des sächsischen Amtsverwalters in Pillnitz und Pächters in Schönfeld. Das Paar hatte 3 Söhne und 2 Töchter, darunter:
- Mathilde Wilhelmine (* 1802) ⚭ 1837 Johann Ernst von Bieberstein, Oberst a. D.